# La Pantera Rosa (fumetto)
La Pantera Rosa fu una serie a fumetti edita in Italia dall'Editrice Cenisio dagli anni settanta agli anni novanta.

## Storia editoriale
La serie esordì nell'agosto del 1975 e venne edita fino al 1992, suddivisa in tre serie con differenze minime, per complessivi 188 numeri. Inizialmente gli albi erano in grande formato, come quelli dei comic book americani dai quali erano tratte le storie a fumetti presentate, "The Pink Panther" e "The Inspector", pubblicati negli Stati Uniti d'America dalla Gold Key/Western Publishing ed erano realizzate da autori come Phil deLara, Warren Tufts, con in appendice storie di Bugs Bunny di Al Stoffel e Ralph Heimdahl. Nel 1982 venne modificato il formato, che divenne tascabile, con gli stessi contenuti di produzione americana alternato a storie realizzate appositamente in Italia.